# نفرتاری
| t · G15 | nfr | i | t · r · Z1 · Z1 | n · N36 · t |

| t · G15 | nfr | i | t · r · Z1 · Z1 | n · N36 · t |

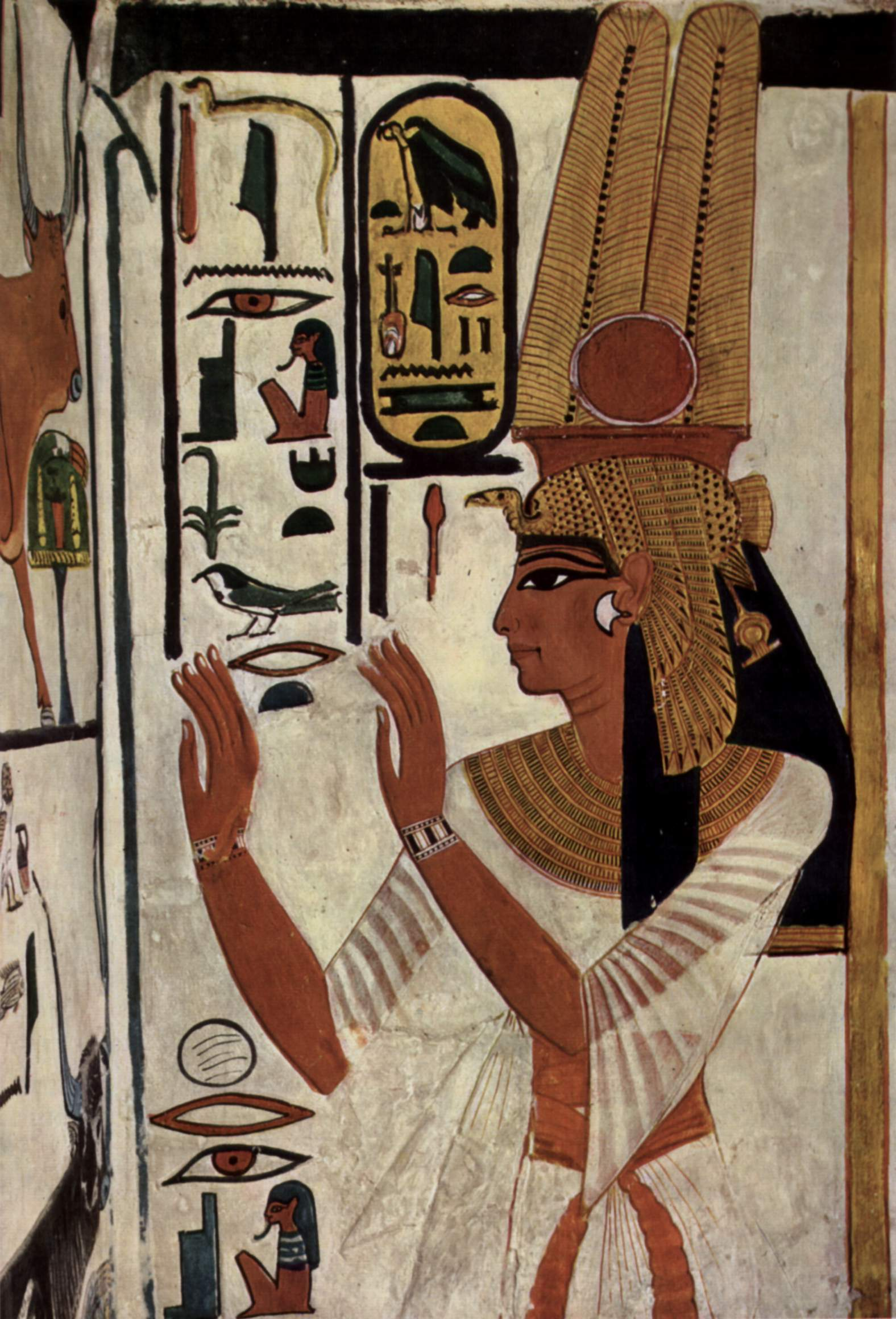
تصویر نفرتاری برروی دیوار آرامگاهش

نفرتاری یا نفرتاری مریتموت، یکی از همسران سلطنتی بزرگ (یا همسران اصلی) رامسس بزرگ بود. نفرتاری یعنی «آن زیبارو آمده است» و مریتموت یعنی «عشق [الهه] موت». او یکی از شناخته‌شده‌ترین ملکه‌های مصر باستان در کنار کلئوپاترا، نفرتیتی و حتشپسوت است. آرامگاه تزئین شده او بزرگ‌ترین و دیدنی‌ترین آرامگاه در دره ملکه‌ها است. رامسس همچنین معبدی در ابوسمبل در کنار بنای عظیم خود برای او ساخت.

## خانواده
اگرچه پیشینه خانوادگی نفرتاری ناشناخته است، کشف یک دستگیره در آرامگاه او که روی آن کارتوش فرعون آیی حک شده بود، سبب شد که مردم فکر کنند که این دو با هم نسبت خانوادگی داشته‌اند. زمان بین پادشاهی آیی و رامسس دوم بدان معنا است که نفرتاری نمی‌تواند دختر آیی باشد و در صورت وجود رابطه خانوادگی بین این دو، نفرتاری نتیجهٔ آیی است. با این حال، هیچ شواهد قطعی دربارهٔ ارتباط نفرتاری با خانواده سلطنتی هجدهم وجود ندارد. رامسس دوم پیش از اینکه فرعون شود با نفرتاری ازدواج کرد. نفرتاری دستکم چهار پسر و دو دختر داشت. آمون-هر-خپشف، فرزند بزرگش، ولیعهد و فرمانده کل قوا بود، و پارهرونمف بعدها در ارتش رامسس دوم خدمت کرد. شاهزاده مریاتوم به مقام کشیش بزرگ رع در هلیوپولیس منصوب شد. در کتیبه‌ها آمده که او پسر نفرتاری بود. شاهزاده مریه که نامش در نمای معبد کوچک در ابو سیمبل آمده، پسر چهارم اوست. شاهدخت مریتامن و شاهدخت هنوتاوی که در نمای معبد کوچک ابو سیمبل به تصویر کشیده شده‌اند دختران نفرتاری هستند.